# Something Deep Inside
Something Deep Inside è un singolo discografico della cantante e attrice britannica Billie Piper, pubblicato nel 2000 ed estratto dal suo secondo album in studio Walk of Life.
Il brano è stato scritto da Billie Piper, Eliot Kennedy e Tim Woodcock.

## Tracce
- CD 1 (UK)

1. Something Deep Inside (radio mix) – 3:21
2. First Love – 3:39
3. Something Deep Inside (Steel & Holliday mix) – 3:16
4. Something Deep Inside (video) – 3:20

- CD 2 (UK)

1. Something Deep Inside (radio mix) – 3:21
2. Something Deep Inside (G.A.Y mix) – 6:45
3. Something Deep Inside (The Bold & The Beautiful mix) – 6:23